# Барух Камін
Барух Камін (івр. ברוך קמין - קמינקר, справжнє ім'я Бурех Камінкер; 15 квітня 1914, Аккерман Бессарабської губернії — 10 липня 1988, Ізраїль) — ізраїльський політичний діяч, депутат Кнесету.

## Біографія
Барух Камін народився під ім'ям Бурех Камінкер в Аккермані на півдні Бессарабії, нині Білгород-Дністровський, Україна. Закінчив аграрний університет у Кишиневі, був одним з лідерів молодіжного сіоністського руху «Гордон» в Румунському королівстві.
1939 року переселився в Британську Палестину. У 1939-1947 роках був членом кібуцу Нір-Ам у пустелі Негев.
Під час Другої світової війни пройшов військову підготовку і в жовтні 1943 року перебував у складі десанту з 10 палестинських євреїв бессарабського та румунського походження. Закинутий на територію Румунського королівства для організації партизанського руху. Перебував у Румунії аж до розгрому румунських військ радянською армією в ході Яссько-Кишинівської операції 29 липня 1944 року. У 1987 році Барух Камін опублікував книгу спогадів про цей період «Десант і евакуація: разом з євреями Румунії під час Холокосту і після».
У 1945-1946 роках був делегатом організації з нелегальної евакуації євреїв зі східної Європи в підмандатну Палестину, в 1948-1949 роках — емісар по еміграції в Чехословаччині та Австрії, працював у таборах для переміщених осіб.
У 1953-1955 роках обирався депутатом Кнесета від робочої партії Мапай.
У 1956-1964 роках — секретар міської ради Герцлії, був директором відділення культури Гістрадута (профспілки країни).